# 자메이카 파투아
자메이카 파투아(Jamaican Patois, /ˈpætwɑː/; 현지에서 파트와(Patwah)로 통하고 언어학자에 의해 자메이카 크리올로 불림)는 자메이카와 자메이카 디아스포라 사이에서 주로 사용되는 서아프리카의 영향을 받은 영어 기반 크리올어이다. 파트와의 영어 이외의 단어들은 대부분 서아프리카의 아칸어에서 왔다. 이 언어는 자메이카인의 대다수가 모국어로 사용한다.
17세기 서아프리카에서 노예 무역으로 넘어온 사람들이 노예 소유주의 영어를 받아들이면서 이것이 변형, 토착화하며 형성되었다. 같은 기원을 가진 콜롬비아령의 산 안드레스 이 프로비덴시아 제도의 크리올, 모스키토 해안의 크리올, 벨리즈 크리올 등과는 변형에 따라 상호 의사소통이 가능할 정도로 가깝다.